# Kaique Kenji
Kaique Kenji Takamura Correa (San Paolo, 30 gennaio 2006) è un calciatore brasiliano, attaccante del Cruzeiro.

## Biografia
Figlio dell'ex calciatore brasiliano Kléber, ha origini giapponesi ed italiane dal ramo materno.

## Carriera
Ha iniziato a giocare a calcio nel settore giovanile del Corinthians per poi proseguire con Juventus-SP, São Caetano e Cruzeiro. Nel 2023 ha firmato il suo primo contratto professionistico con il club biancoblù ed il 20 novembre 2024 ha debuttato in prima squadra nell'incontro di Série A perso 2-1 contro il Corinthians. Pochi giorni dopo è sceso in campo anche nella finale di Coppa Sudamericana, persa per 3-1 contro il Racing Club.

## Statistiche

### Presenze e reti nei club
Statistiche aggiornate al 29 maggio 2025.
| Stagione        | Squadra         | Campionato      | Campionato | Campionato | Coppe nazionali | Coppe nazionali | Coppe nazionali | Coppe continentali | Coppe continentali | Coppe continentali | Altre coppe | Altre coppe | Altre coppe | Totale | Totale | Totale |
| Stagione        | Squadra         | Comp            | Pres       | Reti       | Comp            | Pres            | Reti            | Comp               | Pres               | Reti               | Comp        | Pres        | Reti        | Pres   | Reti   |        |
| --------------- | --------------- | --------------- | ---------- | ---------- | --------------- | --------------- | --------------- | ------------------ | ------------------ | ------------------ | ----------- | ----------- | ----------- | ------ | ------ | ------ |
| 2024            | Cruzeiro        | M1/MG+A         | 0+4        | 0          | CB              | 0               | 0               | CS                 | 1                  | 0                  | -           | -           | -           | 5      | 0      |        |
| 2025            | Cruzeiro        | M1/MG+A         | 0+1        | 0          | CB              | 0               | 0               | CS                 | 4                  | 0                  | -           | -           | -           | 5      | 0      |        |
| Totale carriera | Totale carriera | Totale carriera | 5          | 0          |                 | 0               | 0               |                    | 5                  | 0                  |             | -           | -           | 10     | 0      |        |